# Luminisme nord-americà

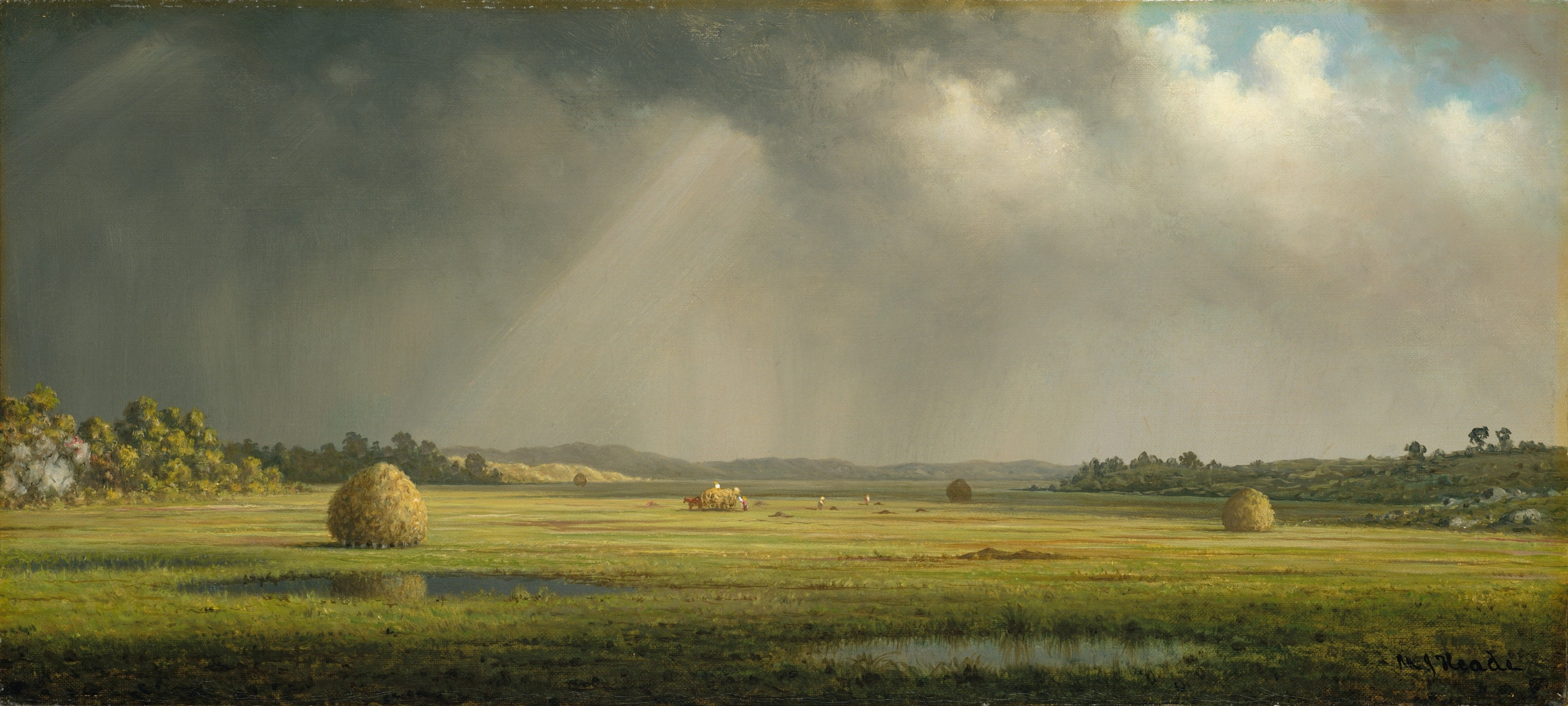
Martin Johnson Heade - Newburyport Meadows.

El luminisme nord-americà fou un moviment artístic, format per pintors paisatgistes, gairebé tots estatunidencs, de la segona meitat del segle xix. Es considera una branca de l'Escola del Riu Hudson, tot i que la denominació "luminisme nord-americà" no va ésser emprada fins a l'any 1954 per John Baur, director del Museu Whitney d'Art Americà.

## El luminisme nord-americà
Tot i que els pintors luministes no van pertànyer al corrent filosòfic del Transcendentalisme, les seves pintures reflecteixen el pensament de Ralph Waldo Emerson, un clergue unitarista, important escriptor assagista, filòsof i poeta estatunidenc. Al seu assaig Nature, de l'any 1836, Emenson escriu : "The tradesman, the attorney comes out of the craft, of the street and sees the sky and the woods, and is a man again. In their eternal calm he finds himself. The health in the eye seems to demand a horizon. We are never tired, so long as we can see far enough. There is a property in the horizon which no man has but he whose eye can integrate all the parts, that is, the poet," (--El comerciant, l'advocat que surt fora del negoci, del carrer i veu el cel i el bosc, esdevé novament un home. En la seva calma eterna es retrova de nou. La salut de l'ull sembla exigir un horitzó. No estem mai cansats, sempre que puguem veure prou lluny. Hi ha una qualitat en l'horitzó que cap home posseeix, que només l'ull de certa persona pot integrar-ne totes les parts, és a dir, el poeta--. Traducció pròpia). Seguint aquesta idea, els amplis horitzonts complementen els extensos celatges que envolten tota la composició. Per tant, els pintors luministes sempre adopten un format molt apaïsat, amb la precisa intenció de permetre que l'horitzó sigui l'element dominant de la composició.

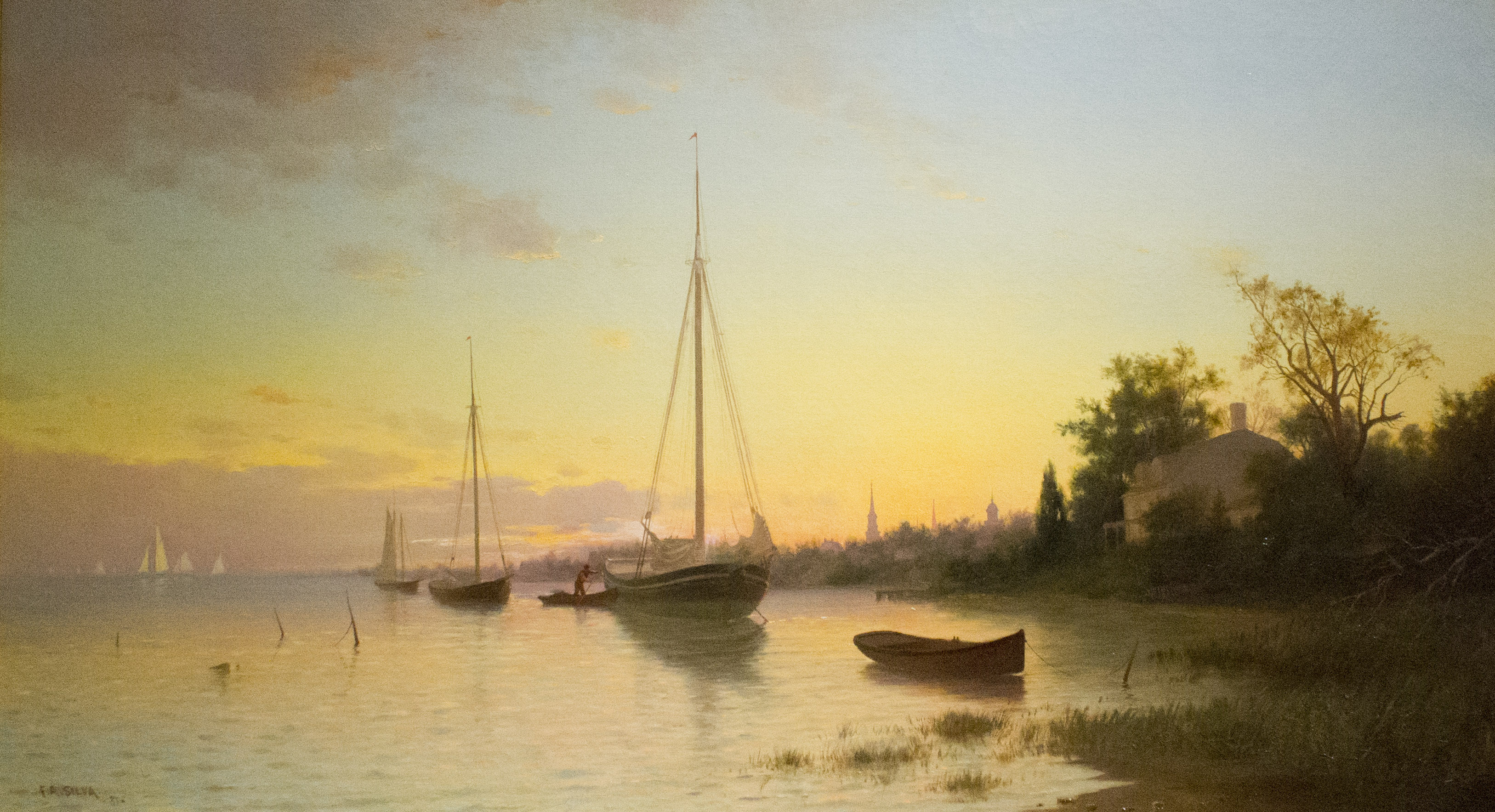
Francis Augustus Silva - Evening.

Malgrat que el Luminisme nord-americà es considera una variant de l'Escola del Riu Hudson, alguns historiadors de l'art els consideren dos moviments artístics diferents. Els pintors de l'Escola del riu Hudson tenien una visió més cósmica, i una predilecció per una Natura més salvatge i més grandiloqüent, i uns efectes visuals més dramàtics. En el luminisme el paisatge -més centrat en Nova Anglaterra- té uns trets més suaus, més anecdòtics, amb delicades gradacions tonals caracteritzades per una llum cristal·lina que sembla emanar del llenç en pinzellades polides que semblen recrear la superfície d'un mirall i en composicions en què l'excés de detallisme és una idealització de la Natura.
En aquest sentit, Emerson també afirma el poder creatiu de la llum i, d'acord amb aquesta afirmació, els artistes d'aquest corrent artístic donen una gran importància pictórica als efectes lumínics. La llum sovint fa que el Cel i la Mar es reflecteixin l'un a l'altra, creant un espai infinitament lluminós, en el qual l'espectador del quadre pot penetrar-hi sense cap esforç. En aquest aspecte, els pintors "transcendentalistes" són del tot oposats a cert pintors de l'Escola del Riu Hudson, com Thomas Cole o Frederic Edwin Church, pels quals el primer terme és una elaborada introducció vers el segon pla, i finalment vers al fons de la composició, plans a través dels quals l'espectador va viatjant, com si anés vencent obstacles a cada pas.
Per tant, tot i que els pintors luministes van emprar una estructura i una composició clássiques, el seu tractament de la llum és original, degut a la infinitat de subtils variacions tonals, aconseguides mitjançant un meticulós estudi del paisatge. La lum, serena i afable, té una qualitat transcencent, amb una resplendor de característiques espirituals, que transmet un missatge de comunió amb la Natura. Segons Barbara Novak, el Luminisme és la forma més serena del concepte estètic del sublim, que va tenir la seva traducció en las vastedats del paisatge nord-americà.

## Pintors luministes estatunidencs
- Fitz Henry Lane (1804 – 1865)
- George Caleb Bingham (1811 – 1879)
- John Frederick Kensett
- James Augustus Suydam (1819 – 1865)
- Martin Johnson Heade (1819 – 1904)
- Sanford Robinson Gifford
- Jasper Francis Cropsey
- David Johnson (1827 – 1908)
- Edmund Darch Lewis (1835 – 1910)
- Francis Augustus Silva (1835 – 1886)